# 아본데일 농업연구기지

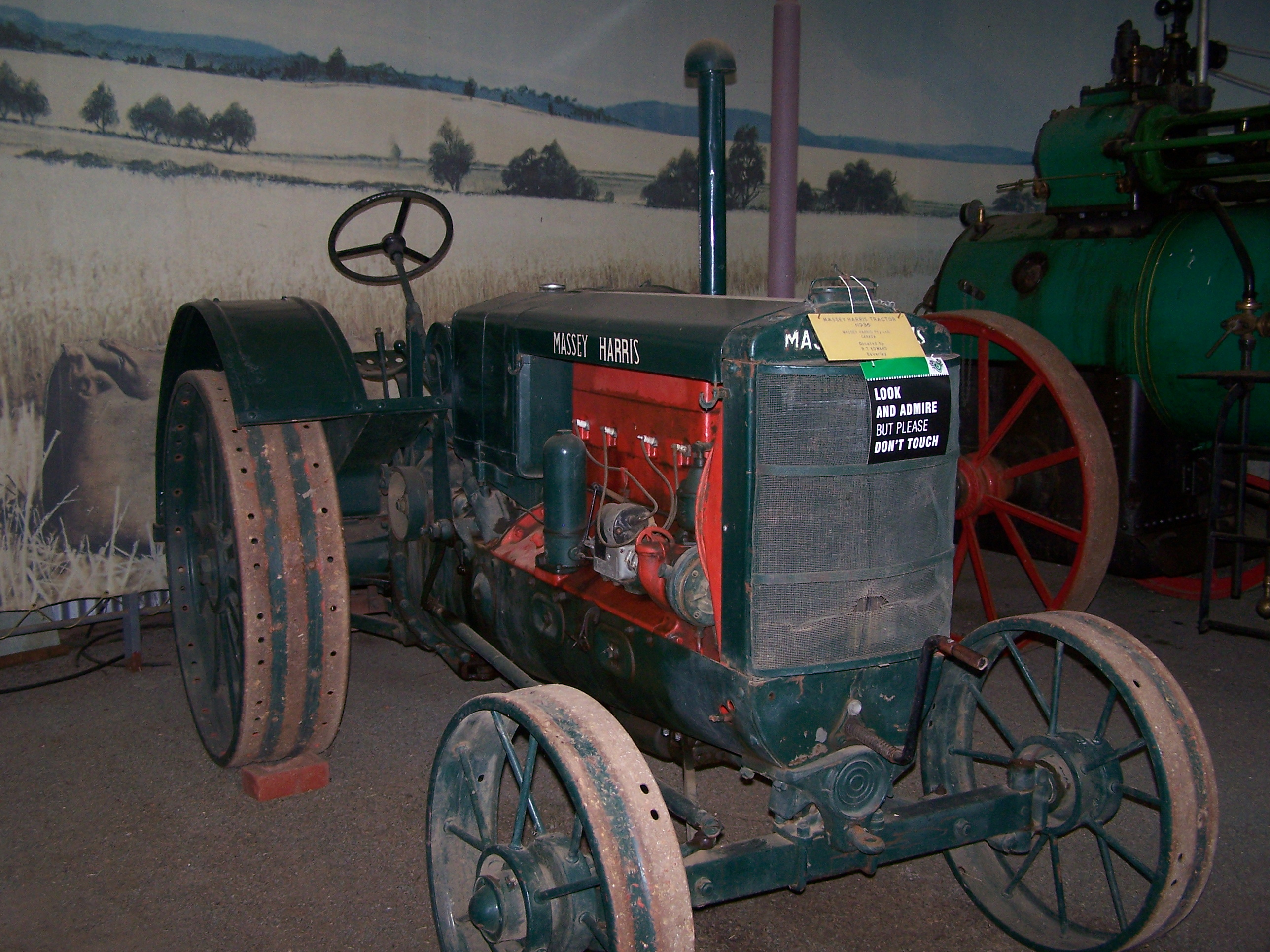
박물관 전시품

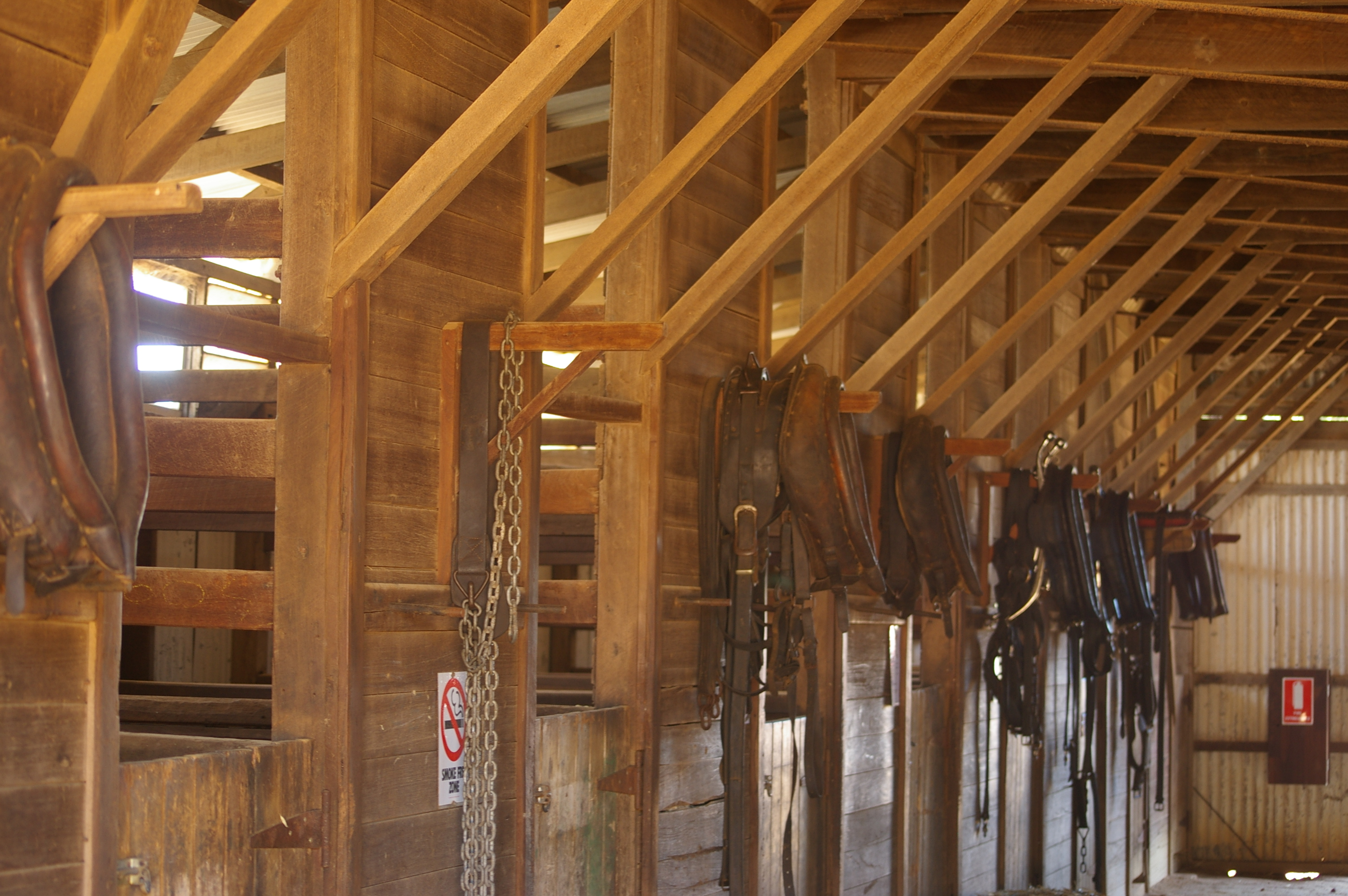
아본데일 농업 연구기지의 마굿간 내부

아본데일 농업연구기지(Avondale Agricultural Research Station)는 웨스턴오스트레일리아 주 농식품부가 운영하는 13개의 연구농장과 기지 중의 하나이다. 아본데일 농업 연구기지는 역사적인 건축물을 보유하고 있으며, 초등학교 학생을 대상으로 농업과 웨스턴오스트레일리아 주의 역사를 가르치는 농업교육센터로 운영되고 있다.
아본데일 연구기지는 베벌리에서 북서쪽으로 10km 떨어진 데일 강이 아본 강과 합류하는 지역에 자리하고 있다. 원래는 1836년 초대 웨스턴오스트레일리아 주 총독인 제임스 스털링 대령 (나중에는 제독)과 마크 커리 RN 대령에게 수여되었던 부지에 위치해 있다. 이들 수여지는 1849년에 합쳐졌고 추가적인 토지 매입과 함께 13,330 에이커 (53.9 km2)를 넘는 아본데일 사유지 (Avondale Estate)로 알려지게 되었다.

## 같이 보기
- 농업과학
- 농업